# Lasy Gorzkowickie
Lasy Gorzkowickie este o arie protejată (sit de importanță comunitară — SCI) din Polonia întinsă pe o suprafață de 61,53 ha, integral pe uscat.

## Localizare
Centrul sitului Lasy Gorzkowickie este situat la coordonatele 51°10′12″N 19°35′24″E / 51.1699°N 19.5901°E.

## Înființare
Situl Lasy Gorzkowickie a fost declarat sit de importanță comunitară în octombrie 2009 pentru a proteja un număr necunoscut de specii din flora spontană și fauna sălbatică aflate în arealul zonei.

## Biodiversitate
Situată în ecoregiunea continentală, aria protejată conține 2 habitate naturale: Păduri de stejar și carpen Galio-Carpinetum, Păduri aluvionare cu Alnus glutinosa și Fraxinus excelsior (Alno-Padion, Alnion incanae, Salicion albae).
La baza desemnării sitului se află un număr nedeclarat de specii protejate.